# Chapada (Ouro Preto)

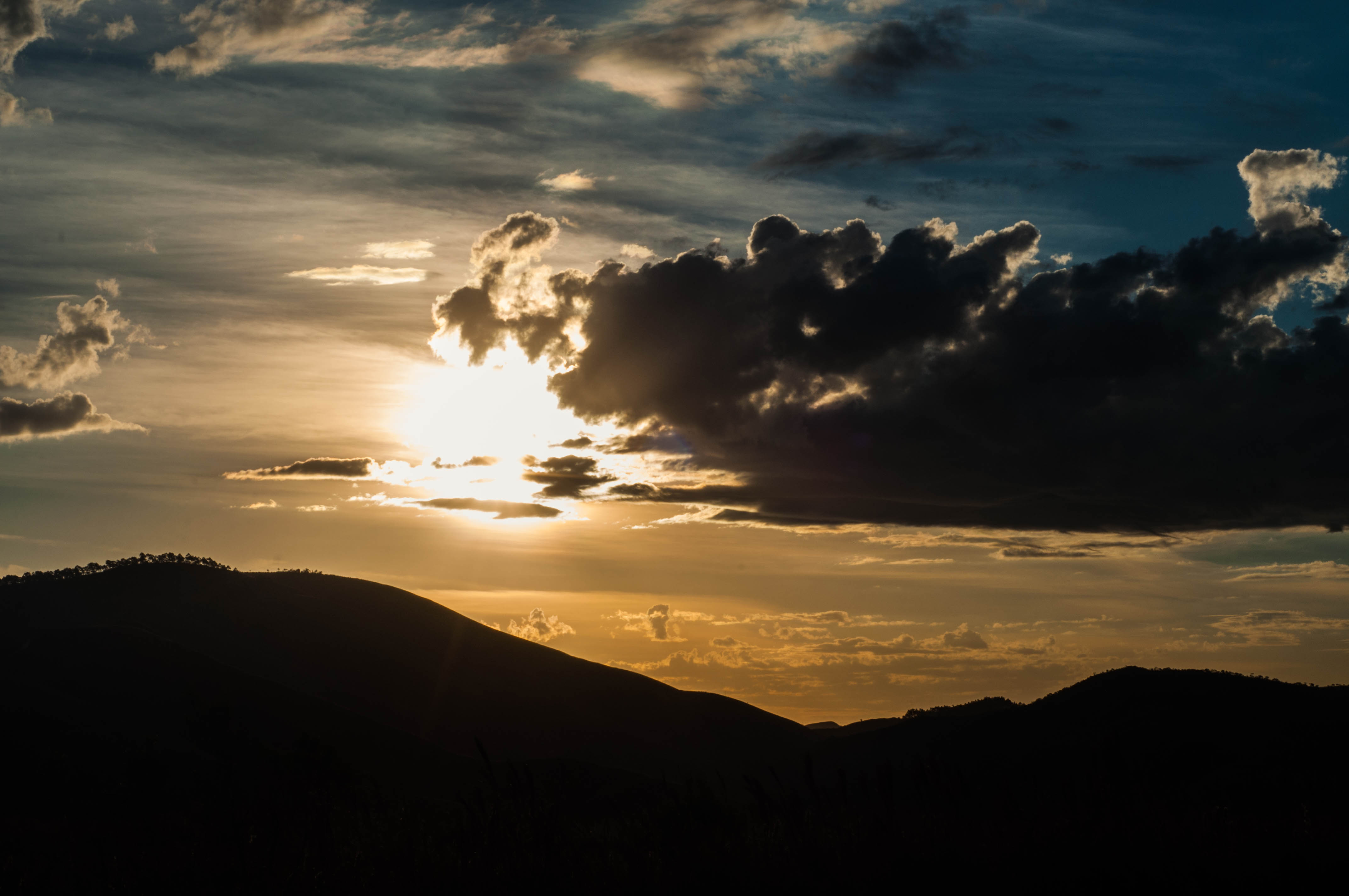
Vista do sol poente na Serra da Chapada, que dá nome ao lugarejo

Chapada é um sub-distrito de Lavras Novas, Ouro Preto, Minas Gerais, Brasil. Fica a localizado a 17 km de Ouro Preto, entre as serras do Trovão e da Chapada, que dá nome à localidade. A vila tem acesso pelas rodovias BR-30, BR-443 e mais estrada de terra, ou pela rodovia BR-356 e mais estrada para Santa Rita de Ouro Preto com mais um percurso de via de terra. A população é de aproximadamente 1000 habitantes.
A localidade teve origem em meados do século XVIII, com objetivo minerador, mas foi consolidado no século seguinte, como confirma a construção da Capela em 1883. A mineração foi substituída pela agricultura e hoje a economia tenta se fortalecer com o turismo.
Circundado pela Serra do Trovão, apresenta natureza exuberante repleta de cachoeiras. O principal atrativo natural é a Cachoeira do Castelinho.
Caracteriza-se por edificações térreas, de volumetria simples. Algumas, mais antigas apresentam o pau-a-pique como sistema construtivo e estão distribuídas pontualmente no largo da Igreja de Santanna. Esta igreja abriga uma imagem de Santa Ana, identificada como obra de Antônio Francisco Lisboa, o Aleijadinho. Destaca-se também a Fazenda do largo da Igreja de Santanna. No entanto, a maioria dos imóveis é de fatura recente, mas foram construídos em conformidade com a paisagem urbana local.
Com o grande aumento do fluxo turístico em Lavras Novas nos últimos anos, o vilarejo de Chapada tem sido uma nova opção de comodidade para os visitantes. Atualmente, o turismo é a principal atividade econômica do povoado, com o aluguel de casas para fins de semana e retorno para o comércio local. Cada vez mais turistas visitam a localidade para conhecer sua importância histórica, sua beleza cênica, seus pratos típicos, suas cachoeiras, a simplicidade do povo e ainda caminhar pela Serra do Trovão, imponente.
Em 26 a 29 de julho é realizado a Festa da Padroeira Santa Ana. É realizado também, a Cavalgada no local. Alguns dos principais pratos típicos da região é a batata recheada (Bar das Cobras) e a pinga na cobra.